# Sara (Iloilo)
Sara is een gemeente in de Filipijnse provincie Iloilo op het eiland Panay. Bij de laatste census in 2010 telde de gemeente bijna 47 duizend inwoners.

## Geografie

### Bestuurlijke indeling
Sara is onderverdeeld in de volgende 42 barangays:
| - Aguirre - Aldeguer - Alibayog - Anoring - Apelo - Apologista - Aposaga - Arante - Ardemil - Aspera - Aswe-Pabriaga - Bagaygay - Bakabak - Batitao | - Bato - Del Castillo - Castor - Crespo - Devera - Domingo - Ferraris - Gildore - Improgo - Juaneza - Labigan - Lanciola - Latawan - Malapaya | - Muyco - Padios - Pasig - Poblacion Ilawod - Poblacion Ilaya - Poblacion Market - Posadas - Preciosa - Salcedo - San Luis - Tady - Tentay - Villahermosa - Zerrudo |

## Demografie
Sara had bij de census van 2010 een inwoneraantal van 46.889 mensen. Dit waren 1.884 mensen (4,2%) meer dan bij de vorige census van 2007. Ten opzichte van de census van 2000 was het aantal inwoners gegroeid met 4.526 mensen (10,7%). De gemiddelde jaarlijkse groei in die periode kwam daarmee uit op 1,02%, hetgeen lager was dan het landelijk jaarlijks gemiddelde over deze periode (1,90%).

De bevolkingsdichtheid van Sara was ten tijde van de laatste census, met 46.889 inwoners op 169,02 km², 277,4 mensen per km².